# Virgil Popa (deputat)
Virgil Popa (n. 11 noiembrie 1950) este un politician român, care a fost secretar de stat în Guvernul Nicolae Văcăroiu și de două ori deputat în Parlamentul României (între 1996 și 2004).